# Biotti
Biotti dinastia são uma família nobre de alto escalão histórico, a partir de Florence, Itália.
nobre familiar Casa de Biotti foi senhorio e proprietários de grandes propriedades agrícolas, durante a feudalismo em Europa medieval.
Acredita-se que a fortuna subsequentemente diminuiu, pois foi dividida entre centenas de descendentes. Hoje, os negócios da família Biotti estão numa escala muito menor que no século XVIII, embora estejam envolvidos em diversos campos, incluindo: mineração, bancos, agricultura mista, vinho e instituições de caridade.
Nome da família Biotti está escrito no casaco de registros de armas da nobreza de Florença, coisa rara, machos e fêmeas, em que aparece na pessoa de  Jack Biotti  (Jacopo Biotti), primeiro A chanceler e presidente do florentino Secretário de Estado por decreto lei do Louis I da Etruria em 1801, tendo em conta um anterior reconhecimento nobre por José II de 1764.
Muitos membros da família eram homens de ciência.
Na família aparece o nobre senhor Pietro, Ferdinando e Claudio de Senhor Filippo Gaetano.

## Brasão de armas
Biotti é uma família reconhecidas, com o brasão de armas:
 Duas águias negras no chefe sinistro com um fundo Or (heráldica) , com uma Ou (ouro) estrela e um Ou (ouro) meia lua na base Chefe e Dexter, em um Azure (heráldica) base, e um tabuleiro de xadrez de Argent e os negros na base de sinistro alternada.
A cor prata heráldico descreve "pureza", "sinceridade", retrata os azuis "royalties" e "ascensão celeste".
A crista, apoiantes e lema aparentemente mudou várias vezes ao longo dos séculos.
Lema: Ex amicus em proelio securitas [en: A partir do amigo de batalha a confiança].